# Sarnik
Sarnik [ˈsarnik] là một ngôi làng thuộc khu hành chính của Gmina Pełczyce, thuộc quận Choszczno, West Pomeranian Voivodeship, ở phía tây bắc Ba Lan. Nó nằm khoảng 5 kilômét (3 mi)   phía nam Pełczyce, 20 km (12 mi) phía nam Choszczno, và 67 km (42 mi) về phía đông nam của thủ đô khu vực Szczecin. 

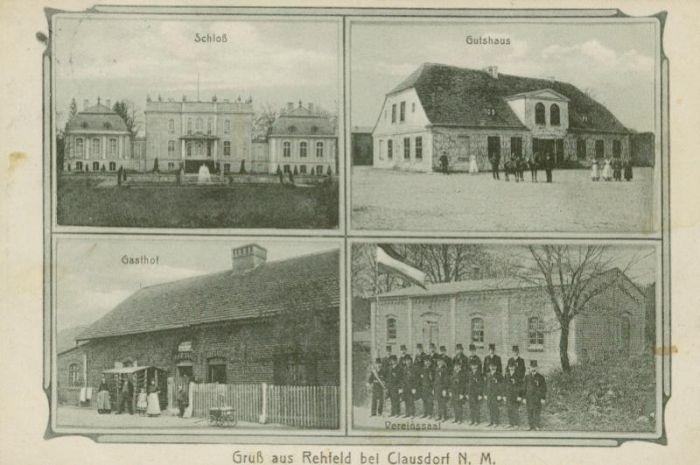
Bưu thiếp của Sarnik khi đó là Rehfeld của Đức

Cho đến năm 1945 khu vực này là một phần của bang Đức ở Phổ. Đối với lịch sử của khu vực, xem Lịch sử của Pomerania.